# Il Guarany

Il Guarany (Le Guarani) est un opéra-ballet en quatre actes du compositeur brésilien Antônio Carlos Gomes. Le livret, en italien, fut écrit par Antonio Scalvini (it) et Carlo d'Ormeville d'après le roman en portugais O Guarani (pt) de José de Alencar. La première eut lieu au Teatro alla Scala, à Milan, le 19 mars 1870.
Il Guarany n'est peut-être pas le chef-d'œuvre de Gomes, mais il s'agit certainement de son œuvre la plus populaire. L'opéra rencontra un immense succès du vivant du compositeur, et reste aujourd'hui le seul opéra latino-américain encore joué sur les scènes de prestige.

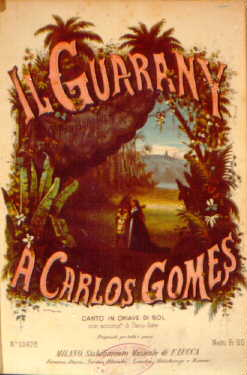
Couverture de la partition de Il Guarany

## Argument
L'intrigue se situe aux alentours de Rio de Janeiro, dans les années 1560. Les Indiens Aymorés sont en guerre contre les Portugais. Dom Antônio de Mariz, vieil hidalgo et chef des mercenaires portugais, promet de donner sa fille Cecília (Cecy) en mariage à Dom Álvaro, jeune aventurier portugais. Cecília cependant rencontre Pery, chef indien de la tribu Guaranie, et les deux jeunes gens s'éprennent l'un de l'autre. Pery accepte alors d'aider les mercenaires portugais dans leur lutte contre les Aymorés. 
Gonzáles, un autre aventurier portugais, prépare une conspiration pour s'emparer de la demeure de Dom Antônio, le château de Paquequer, puis tente de séquestrer Cecy. Pery découvre le stratagème et s'interpose. Survient alors une nouvelle attaque des Aymorés. Cecy est capturée par les Aymorés ; peu après, Pery lui aussi est fait prisonnier. Découvrant l'alliance des Portugais et des Guaranis, le cacique de la tribu Aymoré décide de sacrifier Pery et Cecy, mais l'arrivée soudaine de Dom Antônio et de ses compagnons les sauve in extremis.
Gonzáles s'allie alors aux Aymorés et assiège le château. Pery part à la conquête de son aimée. La bataille semble cependant perdue d'avance ; Pery veut s'enfuir avec Cecy, mais Dom Antônio hésite à confier sa fille à un païen. Pery se dit alors prêt à renier ses dieux païens ; ému par les sentiments du jeune homme, Dom Antônio se saisit de son épée, baptise Pery puis, sacrifiant sa vie pour sauver celle de sa fille, met le feu aux barils de poudre. Cecy et Pery s'enfuient et, au loin, contemplent le château en flammes.

## Genèse de l'œuvre
En 1867, alors qu'il se promenait sur la place du Dôme de Milan, Gomes aurait entendu un colporteur crier : « Il Guarany ! Il Guarany ! Storia interessante dei selvaggi del Brasile ! ». Intrigué par cette allusion à son pays natal, Gomes fut surpris de découvrir une traduction bon marché du roman O Guarani (pt) (Le Guarani), écrit par son compatriote José de Alencar.
Gomes décela aussitôt dans ce roman un potentiel dramatique considérable, et convainquit son librettiste attitré, Antonio Scalvini, de se lancer dans l'adaptation du roman.
Bien qu'il s'agisse d'une œuvre de fiction, quelques éléments de l'intrigue sont réels : l'opposition entre indiens Guaranis et Aymorés est confirmée par nombre de chroniqueurs selon lesquels les Guaranis étaient de tempérament plus docile que les Aymorés, redoutables guerriers anthropophages. Par ailleurs, le personnage de Dom António de Mariz (pt) est une figure réelle de l'histoire : il s'agit d'un des premiers gouverneurs portugais de la région de Guanabara ; il fut victime des mercenaires blancs qu'il employait lui-même.
Le roman de José de Alencar se termine par une scène apocalyptique où un déluge et une explosion détruisent le château et balayent les hordes de mercenaires et les guerriers Aymorés et Guaranis. Seuls Cecy et Pery survivent, accrochés à un palmier. Dans le livret, étant donné l'impossibilité matérielle de mettre en scène un tel finale, le déluge a été écarté et seule l'explosion du château survient.
En ce qui concerne la musique, Gomes prit le parti d'introduire des passages de musique « barbare », faisant appel à des instruments de musique indiens tels que le boré, le tembi, la maracá ou l'inúbia, qu'il dut faire fabriquer par un facteur d'orgue à Bergame.

## Première en Italie
La première eut lieu le 19 mars 1870 au Teatro alla Scala de Milan. L'opéra remporta un énorme succès, en partie grâce à la saveur « exotique » tant du texte que de la musique. En témoignent les nombreuses réactions tant du monde musical que de l'aristocratie italienne. On raconte qu'à l'issue de la représentation, Giuseppe Verdi aurait dit : « Questo giovane comincia dove finisco io ! » (« Ce jeune débute là où moi, je finis ! »). De même, Lauro Rossi, directeur du conservatoire de Milan, affirma dans une lettre au compositeur : « personne n'eut une plus grande victoire que la vôtre lors de sa première ». Enfin, en signe de reconnaissance de son talent, le roi Victor-Emmanuel II nomma Gomes chevalier de l'Ordre de la Couronne d'Italie.
Immédiatement après la première représentation, la maison d'édition Lucca acheta les droits de l'opéra pour 3 000 lires ; elle s'enrichit bien davantage que le compositeur avec Il Guarany.

## Première au Brésil
La première brésilienne eut lieu le 2 décembre 1870, jour de l'anniversaire de l'empereur Pierre II du Brésil, au Théâtre Lyrique Provisoire de Rio de Janeiro. Les rôles furent tenus par des amateurs de la Société Philharmonique ; la représentation fut un triomphe et se termina par les acclamations du public : « Vive l'Empereur ! Vive Carlos Gomes ! Vive José de Alencar ! ».
Les deux premières (italienne et brésilienne) furent données sans la célèbre ouverture (protofonia), écrite en 1871.

## Succès à l'étranger
Il Guarany eut une carrière fulgurante : dès 1872, l'opéra fut porté sur les grandes scènes européennes: La Pergola (Florence), Teatro Carlo Felice (Gênes), Covent Garden (Londres), Teatro Comunale de Ferrare, Teatro Comunale de Bologne, Teatro Eretenio (it) (Vicence), Teatro Sociale de Trévise. Quelques années plus tard, l’œuvre atteignit même une notoriété mondiale et fut jouée à Moscou et à Pittsburgh.
Le succès de cet opéra se confirmera au long des années qui vont suivre. En témoigne cette critique de la représentation faite à Nice en février 1880 (Journal de Nice) :

« L'œuvre de Gomez témoigne de beaucoup d'étude, de beaucoup de science instrumentale. Elle renferme de très beaux passages. Nous signalons particulièrement la symphonie, où l'on remarque des éclairs d'originalité, des traits de mélodie clairs et spontanés, et les deux duos pour ténor et soprano sont vraiment très beaux. Le brindisi du second acte et la prière du troisième sont d'une facture magistrale. Les morceaux d'ensemble sont généralement très bien conçus, et bien traités. Tel est l'effet que ce nouvel opéra a produit à la suite d'une première audition. Toutefois, nous sommes convaincus qu'il obtiendra beaucoup de succès à Nice car, nous le répétons, il renferme des beautés de premier ordre qu'on ne laissera jamais d'entendre. Hâtons-nous d'ajouter que l'exécution contribuera encore au succès, car elle est excellente. »

## Place dans l'histoire
L'histoire de l'amour impossible d'un Indien Guarani et d'une Blanche sonne comme un écho à l'histoire du Brésil Impérial du XIXe siècle, pays esclavagiste dominé par l'aristocratie seigneuriale d'origine européenne, et soulève de nombreuses questions identitaires et sociétales, comme la destruction de l'héritage culturel autochtone par les colonisateurs européens. De même, dans une vision très rousseauiste du passé, le couple Cecy - Pery renvoie à la prétendue pureté originelle des « sauvages », et par-delà celle-ci, au mythe d'Adam et Ève ; beaucoup considèrent Cecy et Pery comme les ancêtres mythiques du peuple brésilien.
La musique de Il Guarany tient elle aussi une place de choix dans l'inconscient collectif brésilien : les célèbres accords de sa protophonie (ouverture) constituent pour les Brésiliens une sorte de second hymne national.

## Sources
- (en) BEHAGUE, Gérard. "Guarany, Il" in The New Grove Dictionary of Opera, éd. Stanley Sadie. Londres, 1992.  (ISBN 0-333-73432-7)

- (pt) ALENCAR, José de. "O Guarani", in Obra Completa, Vol. II. Rio de Janeiro, Aguilar, 1964, p. 25-280.

- (pt) ALMEIDA, Renato. "Carlos Gomes e o Romantismo Musical Brasileiro", in Enciclopédia Delta-Larousse, Vol. IX, p. 4570-4572. Rio de Janeiro, Delta, 1964.

- (pt) CROSS, Milton. "O Guarani (texto completo do libreto da Ópera de Carlos Gomes, redigido por António Scalvino, tendo por base o romance do mesmo nome, de José de Alencar, como autor da tradução e dos comentários, o escritor Edgard de Brito Chaves Júnior)", in As Mais Famosas Óperas. Rio de Janeiro, Tecnoprint, 1983, p. 233-239.

- (pt) CASTELLANI, José. "1859: Ata da Iniciação de Carlos Gomes, na Loja Maçônica Amizade", in Boletim Oficial n° 01/02, de 26/01 et 02/02 1996, p. 18 e 19, éd. Grande Oriente do Brasil.